# 和田侑也のハイスクWish
『ハイスクWish』（はいすくうぃっしゅ）は、福岡県、佐賀県の高校生にスポットを当てた番組。2022年3月までは『和田侑也のハイスクWish』（わだゆうやのはいすくうぃっしゅ）という番組名で、KBCアナウンサーの和田侑也と岡田理沙がパーソナリティを務めており、和田侑也の初の冠番組であった。

## 概要
- 福岡県の高校生に今の思いなどを話聞いていく番組で、和田侑也の初の冠番組である。(2020年10月6日〜岡田理沙が加わり、二人で番組を担当している。)
- 2021年3月30日より放送時間が24:00に繰り上げられ放送枠も60分に拡大した。
- 2020年10月6日より放送時間が24:05に繰り上げられ放送枠も55分に拡大した。また、新たに岡田理沙が加わり、土曜18:00～18:55にも再放送されていた。
- 新型コロナウイルスの影響で引退試合が出来ない高校3年生を応援する企画として高3応援団という企画がスタートした。[1](2020年7月21日〜現在終了)
- 2020年7月23日〜2020年10月31日まで行われた「KBC水と緑の物語」参加番組であった[2](高校生の主張-現役の高校生は、ふるさとに何を思い、何を感じているのか、高校生の生Voiceをお届けしている。)
- 福岡県の高校生が集まりそうな場所で、和田侑也アナウンサーが高校生を探してインタビューしていた。(初回2回のみ)
- KBCテレビでもハイスクwishという番組をやっているが、高校生が出演する以外は違う放送内容で行われており、和田侑也、岡田理沙の出演は無かった。（現在はとらんじっとも出演中。)
- 2022年3月15日放送のエンディングにて3月22日を以って番組が終了する事が発表された。なお、「ハイスクWish」という名前の番組自体は2022年3月28日の月曜24時から、出演者がとらんじっとに変更されて放送される。

## エピソード
- 生放送で番組をしたいと言っているが、近年の働き方改革の促進も相まって岡田理沙が毎週水曜日にKBCテレビのアサデス。（2021年12月までは7時〜のスポーツコーナー「スポーツキラリ」に、2022年1月からはNEWSココ大事）に出演しているため実現困難となっている。
- 和田侑也の収録時間への遅刻が多い。
- 毎年12月24日午後0時〜12月25日午前11時59分まで放送しているKBCラジオ・チャリティー・ミュージックソンのメインパーソナリティを和田侑也のハイスクWishのパーソナリティの和田侑也と岡田理沙が２年連続(2020、2021)担当している。
- 2023年2月25日には当番組とKBCテレビで放送中の高校生のじかんとのコラボイベント『ハイスク祭（フェス）のじかん』を開催。

## 放送時間
- 2021年3月30日〜

火曜日24:00〜25:00
- 2020年10月6日〜2021年3月23日

火曜日24:05〜25:00
　再放送
　土曜日18:00〜18:55
- 2020年4月7日〜2020年9月29日

火曜日24:35〜25:00

## タイムテーブル
- オープニングトーク(リスナーのメッセージを紹介することもある。)
- 曲①
- 高校生と話そう！
- 曲②(高校生のラジオでかけたいリクエスト曲を流す)
- Viva高校生！ハイスクRADIO

ハイスクRADIOオープニングトーク
曲③
　テーマトーク(1週目は、自己紹介。2週目　は、イマドキランキング)
曲④(福岡スクールオブミュージック高等専修学校のリアル女子高生アイドルユニットSO.ON project FUKUOKAの曲を流す。)
- コーナーorリスナーメッセージ読みタイム
- 曲⑤
- エンディングトーク(リスナーのメッセージを紹介することもある。)

## 出演者
※特記なしはすべてKBCアナウンサー。
- とらんじっと(あらた、原ノコシ)
- 福岡県(佐賀県)の高校生
- 福岡スクールオブミュージック高等専修学校のリアル女子高生アイドルユニットSO.ON project FUKUOKAのメンバー2人

不定期出演
- 長岡大雅(高校生のじかん学級委員長として番組間のコラボ企画時に出演)

過去の出演者
- 和田侑也(番組内でのあだ名は、ダーワーパイセン)
- 岡田理沙(2020年10月6日〜　番組内でのあだ名は、ダーオカパイセン)
- 居内陽平(ハイスクWishスペシャルサポーター)
- 三澤澄也(ハイスクWishスペシャル筋肉マン)
- 松下由依(ハイスクWishスペシャルユイチューバー)

## コーナー
現在
- 高校あるある

過去
- 高校生と話そう！

高校生と和田侑也、岡田理沙、居内陽平、三澤澄也が話すコーナー。(部活や将来の夢、さらには恋愛など、高校生の思いをきいていく。)
- Viva高校生！ハイスクRADIO

福岡スクールオブミュージック高等専修学校の生徒が2人出演する。(2週間で交代)
- チャレンジ企画

和田侑也、岡田理沙が、リスナーから送られてきたチャレンジ企画に挑戦する。
今までにやったチャレンジ企画
- ラジオドラマに挑戦
- 珍しい食べ物食べます！(昆虫食)
- みんなにプレゼン(あるテーマに沿って和田侑也と岡田理沙がプレゼンをしてTwitterでどっちが良かったかリスナーに投票してもらう)

|   | テーマ                                                                                                 | 勝者     |
| - | --- | -------- |
| 1 | 出演番組のプレゼン、和田侑也→KBCホークスナイター、岡田理沙→ホークスキラリ(KBCアサデスラジオのコーナー) | 岡田理沙 |
| 2 | |          |

過去
- 高校生クイズ the リアル！

番組スタッフが、街中で出会った高校生に関する4択クイズを出題。和田侑也と岡田理沙が回答する。
ルール
1問正解すると1ポイント、1問まちがえると-1ポイントもらえる。和田侑也は6ポイントでViva高校生！ハイスクRADIOの出演権が与えられる。岡田理沙は-6ポイントで制服でTIKTOKを撮ることとなる。
- 居内陽平のハイスク応援団

KBCアナウンサー居内陽平が、高校生にインタビューする。
- シコ踏み

和田侑也が番組収録時に着ている薄っぺら制服のズボンの股を裂くために行われる。(回数:20回)途中から岡田理沙もシコ踏みに参加。いつのまにか終了。
- 高3応援団

新型コロナウイルスの影響で引退試合、最後の発表の場がなくなってしまった高3の部活生に話を聞き応援するコーナー。(KBCの他番組では、収録ではなく生放送で放送された)
川上政行 今日もしゃべりずき!-火曜日12時〜放送。
小林徹夫のアサデス。ラジオ-金曜日8時45分〜「深オイ」内で放送。和田侑也アナウンサーに代わり、田代梓奈が担当。
PAO〜N-金曜日14時5分〜「金の卵」内で放送。

## 募集
- 募集は、メール(hs@kbc.co.jp)と番組TwitterのDMを使っておこなわれる。
- フリーメッセージ(高校生の日常、高校生の頃思い出等)
- 和田侑也、岡田理沙にやってほしいチャレンジ企画
- 和田侑也、岡田理沙と電話で話たい人募集(高校生限定)
- 曲のリクエスト
- ラジオドラマ台本(和田侑也と岡田理沙が演じます。)
- 2020年高3の部活への思い。(高3応援団)[現在終了] [1]

## 水と緑特別編
2020年KBC水と緑の物語と連動企画。
- 放送日

2020年9月15日、2020年9月19日(午後13時15分〜)
- 放送内容

2020年9月15日、2020年9月19日に生放送で、合唱を披露する久留米信愛女学院中学校・高等学校の高校生の事前インタビューをお届けした。
2020年9月19日、KBCテレビ、KBCラジオ同時生放送で久留米信愛女学院中学校・高等学校の高校生の合唱を披露した。

## JAバンク福岡presents KBC MusicWish特別編
- 2021年2月23日(再放送:2021年2月27日)

2021年3月6日にKBCラジオで放送予定のJAバンク福岡presents KBC MusicWish(MC:沢田幸二、コガ☆アキ)に参加することが発表される。
- 2021年3月6日

JAバンク福岡presents KBC MusicWish(MC:沢田幸二、コガ☆アキ)生放送
ハイスクWish出演時間、内容
15時〜福岡スクールオブミュージック高等専修学校のリアル女子高生アイドルユニットSO.ON project FUKUOKAの選抜7人によるパフォーマンス
16時〜福岡スクールオブミュージック高等専修学校の生徒(sion、風太)のパフォーマンス